# Curături
Curături falu Romániában, Erdélyben, Fehér megyében.

## Fekvése
Abrudkerpenyes közelében fekvő település.

## Története
Curături korábban Abrudkerpenyes része volt, 1956 körül vált külön, ekkor 348 lakosa volt. 1966-ban 361 román lakosa volt. Az 1977-es népszámláláskor 3587 lakosából 357 román, 1 cigány volt. 1992-ben 245, 2002-ben pedig 197 román lakosa volt.